# Hedda Sterne
Hedda Sterne, född Hedwig Lindenberg den 4 augusti 1910 i Bukarest, död 8 april 2011 i New York, var en rumänsk-amerikansk konstnär. Hon har bland annat associerats med abstrakt expressionism och hörde till första generationen inom New York-skolan, men motsatte sig själv att klassificeras i ismer, och undersökte under hela sin karriär nya tekniker och uttryck, både i figurativ och abstrakt stil. Hon arbetade med flera medier, såsom målning, teckning, grafik och kollage.

## Biografi
Sterne studerade konst i Bukarest, Wien och Paris. Till en början hade hon ägnat sig åt endast teckning och skulptur, men tog upp måleri efter att intresset väckts för färgers betydelse för upplevelse av form och rymd. Under 1920-talet hade hon fått upp ögonen för inte minst surrealismen, och det var främst med surrealister hon ställde ut i Paris under 1930-talet, då inte minst med kollage. I slutet av 1930-talet uppmärksammades hon av bland andra Jean Arp och Peggy Guggenheim, vilket ledde till utökade utställningsmöjligheter och kontakter med fler framstående konstnärer.
Hon hade 1932 gift sig med Fritz Stern. Vid början av andra världskriget tog han sig till New York på ett affärsvisum och hjälpte därifrån till med att ordna för hennes resa dit, vilket till slut lyckades i oktober 1941. De ändrade efternamnet till Stafford, men då Hedda redan börjat göra sig ett namn i konstvärlden, fortsatte hon ställa ut under det gamla efternamnet, men med tillägg av ett "e", Sterne.
Sternes första grupputställning i USA var First Papers of Surrealism, oktober–november 1942, kuraterad av Marcel Duchamp och André Breton. Peggy Guggenheim, som också bodde i New York nu, inkluderade Sterne i alla grupputställningar i sitt galleri Art of This Century. Sternes första soloutställning organiserades 1943 av Betty Parsons vid Wakefield Gallery.
År 1943 träffade hon Saul Steinberg. De gifte sig 1944, efter Sternes skilsmässa från Fritz Stafford. Hedda och Saul skulle komma att separera 1960, men de fortsatte vara nära vänner och genomgick aldrig någon formell skilsmässa.
Betty Parsons startade i september 1946 ett eget galleri, som blev Sternes ordinarie galleri under hela dess tid fram till 1981. Betty Parsons Gallery fokuserade på avantgardet inom New Yorks konstscen och övertog 1947 dessutom ett antal lovande konstnärer Guggenheim haft under sitt tak på Art of This Century innan hon lämnade USA.
Sterne hörde till den första generationen inom New York-skolan och arbetade under sent 1940-tal och under 1950-talet delvis med stilar och tekniker som associerats med abstrakt expressionism, eller mer specifikt action painting. Bland annat använde hon sprayfärger för att förmedla känsla av fart, rörelse och ljus i en serie målningar inspirerade av New Yorks vägnät. Hon ställde ut tillsammans med de mest framstående inom avantgardet, och den kvarstående bilden av henne som just abstrakt expressionist har förstärkts av ett ofta använt foto, först publicerat i Life i januari 1951, där hon är ensam kvinna i en grupp av femton konstnärer, däribland Jackson Pollock, Willem de Kooning, Mark Rothko, Barnett Newman, Clyfford Still, Ad Reinhardt och Robert Motherwell.
Sterne motsatte sig att definieras som abstrakt expressionist, eller att fastna i någon stil över huvud taget, och föredrog friheten att undersöka nya uttryck och tekniker. Det oupphörliga konstnärliga sökandet var i linje med hennes ständigt pågående studier av filosofi, teologi, historia och litteratur, och hon såg gärna verken som ett slags dagbok över upplevelser och idéer.
Bland de olika serier av verk hon skapade från 1960-talet och framåt, ses till exempel de meditativa, abstrakta målningar som brukar kallas Vertical-Horizontals, av vilka flera tillkom under en längre vistelse i Venedig på ett Fulbright-stipendium 1963–1964. Några år senare gjorde hon även en serie litografier med namnet Vertical Horizontals, vilka har mer organiska former, liksom den samtida serien Metaphores and Metamorphoses.
Patterns of Thought, som tillkom under 1980-talet, är en av hennes längsta serier målningar. De är meditativa, geometriska abstraktioner, som dels är inriktade på ljus och rymd, dels är undersökningar av kraften i tecken och symboler.
Sterne lade målningen åt sidan när hon under 1990-talet började få svårt att se färger, och fortsatte med framför allt abstrakta teckningar fram till 2004, då synen skadades ytterligare vid en stroke.
Verk av Hedda Sterne finns på bland annat Tate Modern, Museum of Modern Art (MoMA), Metropolitan Museum of Art, Whitney Museum of American Art, National Gallery of Art och Art Institute of Chicago.